# Hrvatska zajednica općina
Hrvatska zajednica općina nevladina je organizacija koju su osnovale hrvatske općine s ciljem promocije i zaštite svojih interesa.
Organizacija se isprva zvala Udruga općina u RH, a od ožujka 2019. naziv je Hrvatska zajednica općina. Zajednica u svom članstvu okuplja 336 općina iz 20 županija.

## Predsjednici
- Ivo Emić (2002. – 2007.)
- Ivica Klem (2007. – 2009.)
- Đuro Bukvić (2009. – 2013., 2013. –2017.)
- Martin Baričević (2017. – 2022.)
- Božo Lasić (2022.)

### Mrežna sjedišta
- O nama. Hrvatska zajednica općina. Pristupljeno 21. siječnja 2025.